# Spikes (atletiek)

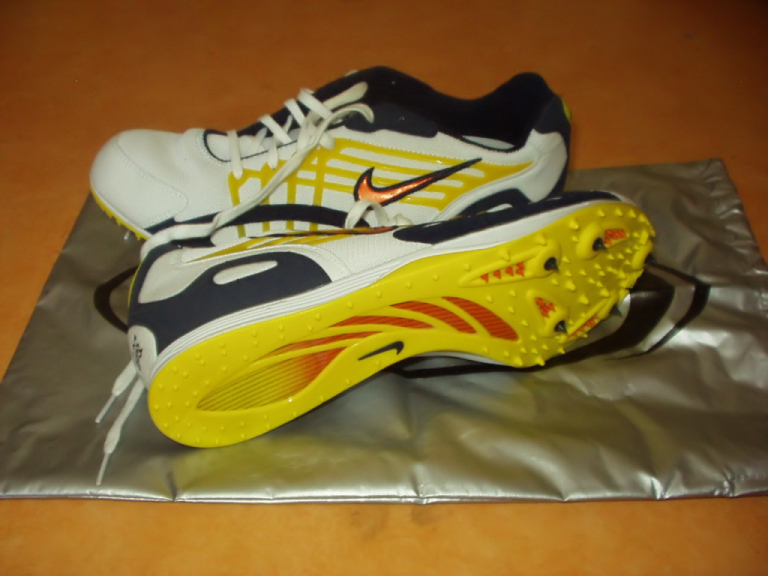
Spikes

Spikes zijn in de atletiek sportschoenen waaronder metalen puntjes zijn bevestigd. Deze metalen puntjes zorgen voor een verbeterde krachtoverbrenging en ook betere grip (houvast) op de atletiekbaan, vergelijkbaar met de noppen onder voetbalschoenen.

## Algemene info
De spike is een loopschoen die voornamelijk gebruikt wordt voor wedstrijden, hoewel men deze soms ook draagt tijdens de training. Hij is echter niet geschikt om er lange trainingen mee af te werken, omdat de schoen weinig steun biedt aan de voet. Deze loopschoen verschilt van een gewone schoen omwille van de metalen puntjes onder de schoen. Deze spikepuntjes verbeteren de krachtoverbrenging naar de grond en vergroten de grip. Ze zijn vergelijkbaar met de noppen onder voetbalschoen.

## Regelgeving
Volgens de World Athletics-regeling mogen spikes maximaal 11 spikepuntjes bevatten. Deze mogen maximaal 9 mm lang zijn, hoewel men op de meeste atletiekpistes geen spikes aanvaardt die langer zijn dan 6 mm. Er zijn hier echter wel uitzonderingen op. Zo mag men bij het speerwerpen en hoogspringen spikepuntjes van 12 mm gebruiken. Ook bij het veldlopen mag men langere pinnetjes gebruiken. Deze zijn bij de miniemen en jonger (onder 12j) maximaal 12 mm lang en voor de ouderen maximaal 15 mm lang.
Het schoeisel mag geen zool hebben die dikker is dan 13 mm. Uitzondering hierop is de hiel, die bij het hoogspringen maximaal 19 mm dik mag zijn.

## Historiek

### Klassieke oudheid
De spike bestond al in de klassieke oudheid. Hoewel de Romeinen niet deelnamen aan de originele Olympische Spelen en de Grieken naakt sportten, kenden ze toch al een soort spikes. Deze werden de caligae genoemd. Het waren sandalen van leer waarin 80 tot 90 spijkers met een ronde kop waren bevestigd. Dit schoeisel werd gedragen door de Romeinse soldaten om een betere grip te verkrijgen.

### 19e eeuw
In 1852 werden de eerste loopschoenen met spikepuntjes ontwikkeld. Deze eerste spikes waren gemaakt van kangoeroeleer en hadden zes pinnetjes. Ze werden echter pas populair in de jaren zestig van de negentiende eeuw.

### 20e eeuw
De spikes werden steeds populairder en werden opgenomen in verschillende boeken, zoals Golden Kicks: The Shoes that changed Sport en "Pop" Warner's book for boys. Ze werden pas echt beroemd toen Harold Abrahams in 1924 de 100m won op de olympische spelen met spikes van J.W. Foster and Sons's.
Later ontwikkelde Adolf Dassler spikes voor meerdere disciplines. Deze werden voor het eerst gedragen door Jesse Owens op de olympische spelen van 1936. Hij won hiermee de 100m, 200m, 4x100m en het verspringen. De hype was toen echt begonnen.
Daarna ging men de spikes steeds meer disciplinespecifiek ontwerpen. Ook kwamen er verschillende soorten spikepuntjes op de markt.

## Spikepuntjes

### Soorten spikepuntjes
Er zijn drie soorten spikepuntjes: de piramide, de naald en de ‘kerstboom’. De piramide en de naald hebben beiden een scherpe punt, maar de piramide heeft een grotere basisdiameter en is dus minder scherp. Omdat deze spikepuntjes schade kunnen toebrengen aan de atletiekpiste, mag er op sommige pistes alleen met ‘kerstboompjes’ gelopen worden. Deze hebben een platte punt en duwen de piste eerder samen dan ze te doorboren. Dit biedt voor de atleten ook een voordeel. Deze spikepuntjes brengen namelijk minder verwondingen met zich mee.

### Soorten spikes
Sinds het midden van de twintigste eeuw bestaat bijna voor elke discipline een andere spike. Bij deze opsomming zijn sommige, zeer vergelijkbare, spikes samengenomen, omdat de spike voor de ene discipline evengoed kan dienen als voor de andere. 

### Sprint
Sprint spikes hebben een stijve plaat op de zool om de energie- overbrenging te maximaliseren en wegen slechts 100 tot 150 gram. De hiel van de spike geeft weinig steun, omdat de sprinters vooral op de voorvoet lopen. Daarnaast sluiten de schoenen strakker aan aan de voet en hebben ze een speciaal sluitsysteem om de aerodynamica te verhogen. Dit draaisysteem bevindt zich op de zijkant of de bovenkant van de voet en vervangt de veters.

### Verspringen, polsstokhoogspringen en hink-stap-springen
Een spring-spike lijkt erg op een sprint-spike. Beide zijn ontworpen om een hoge snelheid te behalen. Deze spikes hebben echter wel de traditionele veters en bieden meer steun aan de voet. Meestal heeft de spring-spike een dikke, platte zool om de afstoot te bevorderen. Hierdoor zijn ze zwaarder dan de sprint-spike. Ook is de zool harder waardoor deze minder kan buigen dan een normale sprint-spike.

### Hoogspringen en speerwerpen
Deze spikes hebben een zeer dikke zool met spikepuntjes op de hiel om de energie overbrenging in heel de voet te maximaliseren. Om hoger boven de grond te kunnen afstoten, maakt men de zool steeds dikker tot de maximale dikte van 13mm en 19 mm op de hiel. Ook bij het speerwerpen is een dikke zool voordelig, hoewel deze de prestatie niet rechtstreeks zal verbeteren. Een dikke zool zorgt namelijk voor meer comfort bij het blokkeren van de voorwaartse snelheid op het moment van de afworp. Ook de spikepuntjes op de hiel verbeteren de blokkering van die snelheid.

### Lange afstand
Spikes voor lange afstand hebben een meer flexibele zool en minder spikepuntjes om het comfort te verhogen. Tijdens lange afstanden loopt men namelijk ook op de hiel. Daardoor hebben deze spikes ook een duurzamere zool. Spikes voor veldlopen en steeple zijn tevens waterdicht.

### Kogelstoten, discuswerpen en hamerslingeren
Hoewel deze schoenen geen spikepuntjes hebben, worden ze door de atleten toch spikes genoemd. Dit schoeisel wordt gekenmerkt door een volledig gladde, plastic zool. Hierdoor is er minder wrijving met de grond tijdens het draaien en kan men dus meer snelheid genereren. 

## Regels
Atletiekspikes mogen plaats bieden aan maximaal 11 spikepuntjes. De lengte van de spikepuntjes (op de baan) mag volgens het reglement van World Athletics maximaal 9 mm zijn, hoewel de meeste atletiekbanen dit niet toestaan en dit beperken tot een lengte van 6 mm. Bij het hoogspringen en speerwerpen mag het maximaal 12 mm zijn. Halverwege de lengte van de spikepunt mag de dikte maximaal 4 mm zijn.

## Soorten spikes
Er zijn verschillende spikes voor diverse disciplines. De sprintspikes hebben een harde plastic plaat onder de schoen, waarin de puntjes kunnen worden vastgedraaid en zijn verder minimaal uitgevoerd. De spikepunten worden meestal geplaatst onder de voorvoet. Voor het verspringen worden soortgelijke spikes gebruikt. Bij het polsstokhoogspringen en hink-stap-springen worden soortgelijke spikes gebruikt, maar deze zijn breder en geven hierdoor meer steun. Bij de langere loopnummers worden flexibelere en iets dikkere zolen gebruikt, met meer steun aan de hiel. De spikes voor het hoogspringen en speerwerpen zijn iets hoger rond de enkel. Bij deze spikes bevinden zich ook spikepunten onder de hiel. Bij het veldlopen kunnen de spikes wat hoger boven de enkel uitkomen en eventueel waterdicht zijn. De bekleding is ook iets dikker en de zool biedt meer steun aan de hiel en wreef. 

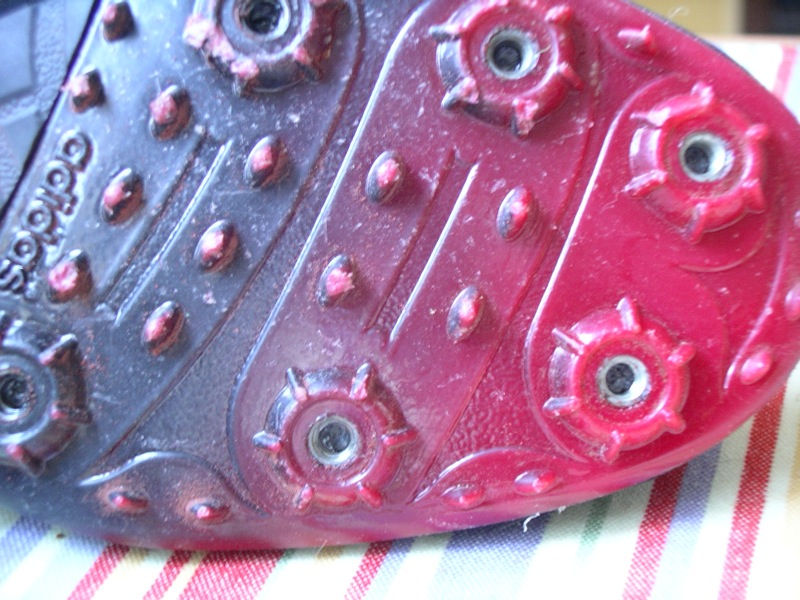
Schroefgaten voor de spikepunten.
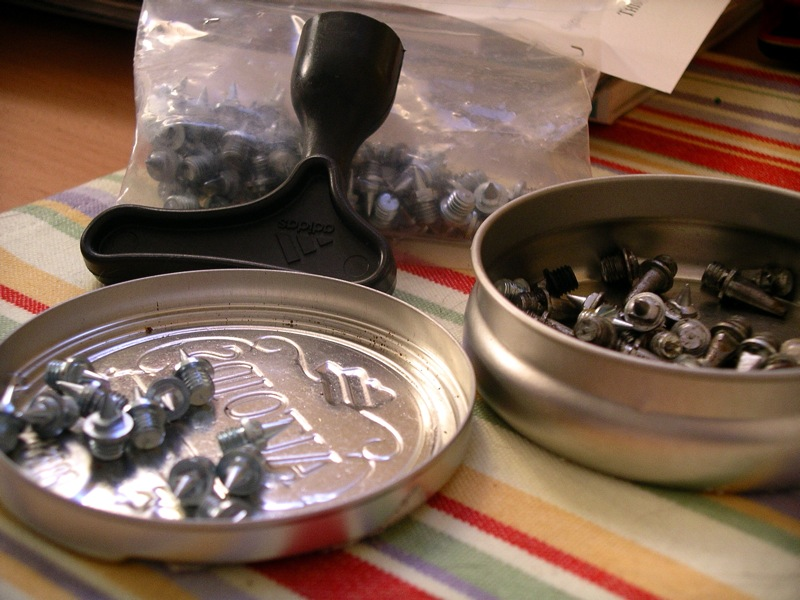
Verschillende puntjes met een sleutel om ze in de spikes te draaien.